# جوزپه مارتینلی
جوزپه مارتینلی (ایتالیایی: Giuseppe Martinelli؛ زادهٔ ۱۱ مارس ۱۹۵۵) دوچرخه‌سوار اهل ایتالیا است.
وی در مسابقات کشوری و بین‌المللی در مجموع برندهٔ ۱ مدال نقره شده‌است.